# Aschův experiment

Příklady čar použitých v experimentu. Vlevo je „referenční“ čára, vpravo porovnávané

Jako Aschův experiment je označován test konformity, který uspořádal Solomon Asch v roce 1951.
V tomto experimentu Asch vyzval studenty, aby porovnávali velikosti čar na sérii kartiček. Uvedl to jako test zraku, ale ve skutečnosti šlo o test posuzující konformitu. Účastníci experimentu měli před sebou vždy jednu čáru jako „etalon“ a porovnávali ji s vedlejšími třemi co do výšky (X je větší/menší/stejná). Svůj úsudek poté postupně vyslovili nahlas před ostatními.
Studenti-spolupracovníci byli předem instruováni, aby v některých případech odpovídali jednotně (12× z 18 případů) a hlavně „špatně“. Poslední odpovídal student, který o ničem nevěděl. Ostatní taktéž neměli vyjadřovat žádné zvláštní reakce na odpovědi druhých. Pouze poslední byl evidentně nesvůj, potil se a nadměrně gestikuloval.
Zatímco v pokusné skupině, která odpovídala sama za sebe, neudělalo 35 ze 37 účastníků žádnou chybu (95 % lidí odpovědělo vždy správně), vlivem skupinového tlaku neudělalo chybu pouze 25 % účastníků (47 % udělalo alespoň jednu chybu (1-7) a 28 % 8 a více (z 12)).
Jakkoli experiment vypovídá o velkém vlivu konformity, je třeba vědět, že takto se účastníci chovali jen v případě, že ostatní odpovídali jednotně. Když měli Aschovi spolupracovníci povoleno odpovídat dobře, procento konformovaných rapidně kleslo. Stejně jako v případě, že osamocený účastník mohl na výroky ostatních reagovat a nebo místo verbální odpovědi svůj úsudek psal na papír.
Většina zúčastněných později v rozhovoru s Aschem řekla, že nevěřili odpovědím spolupracovníků, ale odpověděli tak proto, že nechtěli být považováni za „divné“. Pouze několik řeklo, že spíše věřili skupině.